# Serena-Lynn Geldof
Serena-Lynn Petra Geldof (Ostenda, 2 marzo 1997) è una cestista belga.

## Carriera
Con il Belgio ha disputato tre edizioni dei Campionati europei (2017, 2019, 2021).